# Dmytro Tjyhrynskyj
Dmytro Anatolijovytj Tjyhrynskyj (ukrainska: Дмитро Анатолійович Чигринський) född 7 november 1986 i Iziaslav, är en ukrainsk fotbollsspelare som spelar för AEK Aten och Ukrainas landslag. 
Efter att Tjyhrynskyj hade varit med om att ta Sjachtar Donetsk till seger i UEFA-cupen 2008/2009 gjorde han i augusti 2009 klart med FC Barcelona om övergång. De två klubbarna möttes sedan i UEFA Super Cup och det blev hans sista match i Sjachtar. Den 31 augusti tillkännagav Barcelona att man hade köpt Tjyhrynskyj för 25 miljoner euro och skrivit ett femårskontrakt med spelaren med en utköpsklausul på 100 miljoner euro. Tjyhrynskyj fick ingen bra säsong i sin nya klubb Barcelona. Han spelade bara åtta matcher och gjorde inga mål. Den 6 juli 2010 bekräftade man att han skrev på för sin gamla klubb Sjachtar Donetsk för 15 miljoner euro.

### Källförteckning
- Profil på FC Barcelonas webbplats